# 度规符号
在数学中，度量张量g （或等效地，实二次型，被认为是有限维向量空间上的实对称双线性形式）的度规符号是这个度量张量的实对称矩阵gab相对于基的正、负和零特征值的数量（以多重性计算）。在相对论物理学中， v通常表示时间或虚拟维度的数量，而p表示空间或物理维度的数量。或者，它可以定义为最大正子空间和零子空间的维数。根据西尔维斯特惯性定律，这些数字不依赖于基的选择，因此可以用来对度量进行分类。它用三个整数(v, p, r)表示，其中v是度量张量的正特征值的数量，p是负特征值的数量，r是度量张量的零特征值的数量。它也可以表示为(v, p)表示r = 0，或者以特征值符号的明确列表表示，例如，对于符号(1, 3, 0)和 (3, 1, 0) ，分别为(+, −, −, −)或(−, +, +, +) (3, 1, 0) 。 
如果v和p都非零，则该度规符号被称为不确定或混合的；如果r非零，则该度规符号被称为退化的。黎曼度量是具有正定特征(v, 0)的度量。洛伦兹度量是具有特征(p, 1)或(1, p)的度量。
非退化度量张量的度规符号还有另一种概念，它由一个定义为(v − p)的数值s给出，其中v和p如上所述，当维度n = v + p给定或隐含时，它等同于上述定义。例如， s = 1 对于(+, −, −, −) ，− 3 = −2；对于(−, +, +, +) ，其镜像s' = − s = +2。

## 定义
度量张量的符号定义为相应二次形式的符号。 它是表示形式的任何矩阵（即，在底层向量空间的任何基中）的正、负和零特征值的数量(v, p, r) ，按它们的代数重数计算。通常要求r = 0 ，这与度量张量必须是非退化的相同，即没有非零向量与所有向量正交。
根据西尔维斯特惯性定律，数字(v, p, r)与基的选择无关。

## 特性

### 符号和尺寸
根据谱定理，对称n × n实数上的n × n矩阵始终可对角化，因此恰好具有n 个实特征值（用代数重数计算 ）。因此v + p = n = dim(V) 。

### 西尔维斯特惯性定律：基选择的独立性和正交基的存在性
根据西尔维斯特惯性定律，标量积（又名实对称双线性形式）的符号g不依赖于基的选择。此外，对于度规符号(v, p, r)的每个度量g，都存在一个基础，使得当a = b = 1, ..., v gab = +1 ，... a = b = 1, ..., v, gab = −1其中a = b = v + 1, ..., v + p a = b = v + 1, ..., v + p且gab = 0 。由此可知，当且仅当g 1和g 2的度规符号相等时，才存在等距(V1, g1) → (V2, g2) 。同样，对于两个全等矩阵，其符号相等，并将矩阵分类为全等。等价地，度规符号在对称秩 2 逆变张量空间S 2 V ∗上的一般线性群GL( V ) 的轨道上是常数，并对每个轨道进行分类。

### 指标的几何解释
指标 v（相应地，p）为标量积 g 在其上为正定（相应地，负定）的向量子空间的最大维数，而 r 是标量积 g 的根基（radical）的维数，也即该标量积的对称矩阵 gab 的零空间维数。
因此，一个非退化标量积的符号为 (v,p,0)，且 v+p=n。
这类特殊情况 (v,p,0) 的一种对偶性，对应于两类标量特征值（即正特征值与负特征值），它们可以通过相互镜像的操作（例如，将整个标量积乘以-1）而互换。

## 示例

### 矩阵
n × n单位矩阵的符号为(n, 0, 0) 。对角矩阵的特征是其主对角线上正数、负数和零的数量。
以下矩阵具有相同的符号(1, 1, 0) ，因此根据西尔维斯特惯性定律，它们是全等的：
{\displaystyle {\begin{pmatrix}1&0\\0&-1\end{pmatrix}},\quad {\begin{pmatrix}0&1\\1&0\end{pmatrix}}.}

### 标量积
标准标量积定义在{\displaystyle \mathbb {R} ^{n}}具有n维符号(v, p, r) ，其中v + p = n且秩r = 0 。
在物理学中，闵可夫斯基空间是一个时空流形{\displaystyle \mathbb {R} ^{4}}其中v = 1 和p = 3 个碱基，并且有一个标量积，由以下任一方式定义{\displaystyle {\check {g}}}矩阵：
{\displaystyle {\check {g}}={\begin{pmatrix}-1&0&0&0\\0&1&0&0\\0&0&1&0\\0&0&0&1\end{pmatrix}}}
有度规符号{\displaystyle (1,3,0)^{-}}被称为“空间至上”或“类空间”；或镜像特征{\displaystyle (1,3,0)^{+}}被称为虚拟优势或类时{\displaystyle {\hat {g}}}矩阵。
{\displaystyle {\hat {g}}={\begin{pmatrix}1&0&0&0\\0&-1&0&0\\0&0&-1&0\\0&0&0&-1\end{pmatrix}}=-{\check {g}}}

## 如何计算度规符号
有一些方法可以计算矩阵的度规符号。
- 对于任何非退化对称n × n矩阵，对其进行对角化（或找到它的所有特征值）并计算正号和负号的数量。
- 对于对称矩阵，特征多项式将具有所有实根，这些实根的符号在某些情况下可能完全由笛卡尔符号规则确定。
- 拉格朗日算法提供了一种计算正交基的方法，从而计算出与另一个矩阵全等（因此具有相同的度规符号）的对角矩阵：对角矩阵的度规符号是其对角线上正元素、负元素和零元素的数量。
- 根据雅可比标准，一个对称矩阵是正定的当且仅当它的所有主子式的行列式都是正的。

## 物理学中的度规符号
在理论物理学中，时空由伪黎曼流形建模。度规符号计算时空中有多少个类时间或类空间特征，其意义由狭义相对论定义：在粒子物理学中，度量在类时间子空间上有一个特征值，在类空间子空间上有一个镜像特征值。在闵可夫斯基度量的具体情况下，
{\displaystyle ds^{2}=c^{2}dt^{2}-dx^{2}-dy^{2}-dz^{2},}
度规符号是{\displaystyle (1,3,0)^{+}}或 (+, −, −, −)，若其特征值在时间方向上定义，或{\displaystyle (1,3,0)^{-}}如果特征值在三个空间方向x 、 y和z上定义，则为 (−, +, +, +)。（有时会使用相反的符号约定，但这里给出的s直接测量固有时。）

## 符号变更
如果一个度量处处正则，则该度量的度规符号为常数。然而，如果度量在某些超曲面上退化或不连续，则度量的符号在这些曲面上可能会发生变化。 这类符号变化的度量可能在宇宙学和量子引力领域有应用。

## 笔记
1. ↑  Landau, L.D.; Lifshitz, E.M. . Course of Theoretical Physics 2 4th. Butterworth–Heinemann. 2002: 245–246 [1939]. ISBN 0-7506-2768-9.
2. ↑  Dray, Tevian; Ellis, George; Hellaby, Charles; Manogue, Corinne A. . General Relativity and Gravitation. 1997, 29 (5): 591–597. Bibcode:1997GReGr..29..591D. S2CID 7617543. arXiv:gr-qc/9610063 . doi:10.1023/A:1018895302693.

Template:Riemannian geometry